# Sphaerodactylus heliconiae
Sphaerodactylus heliconiae är en ödleart som beskrevs av  Harris 1982. Sphaerodactylus heliconiae ingår i släktet Sphaerodactylus och familjen geckoödlor. Inga underarter finns listade i Catalogue of Life.